# Amaltheadådet
Amaltheadådet var ett politiskt attentat som begicks i Malmö hamn mot fartyget Amalthea natten mot den 12 juli 1908, under den stora hamnarbetarstrejken, mot ett logementsfartyg med brittiska strejkbrytare. Explosionen dödade en person och skadade 23.

## Bakgrund
Under nittonhundratalets första år var det stora konflikter mellan arbetare och arbetsgivare i Sverige. Strejker och lockouter hörde till vardagen och det var inte ovanligt att strejkbrytare kallades in, ofta med stora bråk och kravaller som följd. Inte sällan kallade arbetsgivarna in utländska strejkbrytare vid strejker. 
Motivet bakom hamnarbetarstrejken i Malmö på sommaren 1908 var högre löner, men också bättre arbetsvillkor och föreningsfrihet. En central stridspunkt var överenskommelsen om s.k. "arbetsgivarbefogenheter" i det avtal som LO och SAF slöt december 1906, Decemberkompromissen. I paragraf 23 (senare paragraf 32) i SAF:s stadgar (som LO godtog) fastslogs "att arbetsgivaren har rätt att leda och fördela arbetet, att fritt antaga och avskeda arbetare, samt att använda arbetare, oavsett om de är organiserade eller ej". Kombinerat med de andra lagar som fanns vid denna tid, såsom Åkarpslagen, kunde effekten bli förödande för stridbara fackförbund då arbetsgivarna kunde förvägra arbetare tillträde till deras arbetsplats. Bland de organiserade arbetarna i Malmö hamn kom kampen att riktas mot såväl arbetsvillkoren som makten över arbetsfördelningen, då arbetsgivarna efter en strejk gärna anställde strejkbrytare och förvägrade de strejkande något mer jobb.
Som svar på strejken kallades polis och militär in, samtidigt som arbetsgivaren hade köpt in brittiska strejkbrytare för att utföra själva arbetet. Detta sågs som en enorm provokation av de svenska arbetarna. Stämningen var så laddad att strejkbrytarna inte kunde inhysas på land utan fick logeras på ett skepp som ankrade i Malmö hamn ett tiotal meter från kaj och de fick eskorteras till arbetet under polisbeskydd. Eftersom lagen var på strejkbrytarnas sida blev förbittringen och stämningen bland de malmöitiska hamnarbetarna så mycket större; vid ett tillfälle när ett tusental demonstrerande människor samlats på kajen vid Amalthea sköt de engelska strejkbrytarna skarpt från båten mot folk på kajen. Tre engelsmän åtalades för beskjutningen men frikändes av Malmö rådhusrätt. Polis fick bevaka båten från kaj för att förhindra ytterligare demonstrationer.

## Attentatet
Upphovsmännen till attentatet i Malmö var tre arbetslösa ungsocialister, Algot Rosberg (1886–1939), Anton Nilson (1887–1989, i media känd som Amaltheamannen) och Alfred Stern (1886–1966), vilka visserligen inte tillhörde den i striden invecklade hamnarbetarkåren, men ville genom ett bombattentat skrämma de engelska strejkbrytarna. Det var även en hämnd för att dessa hade beskjutit demonstrerande hamnarbetare. Natten till den 12 juli rodde Anton Nilson ut till den båt som britterna var förlagda på, Amalthea, och apterade en bomb på dess skrov. Det påstods att meningen inte var att någon skulle dödas, men många av strejkbrytarna hade lagt sig att sova på däck, där explosionen fick starkast effekt. I den kraftiga explosionen som följde dödades en person, Walter Close, och 23 andra personer skadades, varav sju fick föras till sjukhus för vård av svåra bränn- och splitterskador.
Under flykten från brottsplatsen tappade Anton Nilson ett lönebesked. Kassören i Malmö Norra Ungsocialistiska Klubb, Albin Sturm, hade även angett dem för en belöning på 3 000 kr. Detta ledde till att alla tre greps. Ungsocialisterna dömdes hårt av rådhus- och hovrätterna. Anton Nilson och Algot Rosberg dömdes till döden; och Alfred Stern dömdes till livstids straffarbete. Högsta domstolen ändrade Rosbergs dom till livstids straffarbete, vilket genom benådning även blev Nilsons dom. Opinionen mot bombdådet var dock fortfarande stark, men detta vände fort.

## Följder
Flera av de skadade fick men för livet.
Stadens samhällstoppar, däribland stadsfullmäktiges ordförande, slöt upp för att hedra Walter Close när hans kista senare transporterades från bårhuset till båten, och Sveriges kung, Gustaf V, besökte de skadade engelska arbetarna på sjukhuset.
En massiv kampanj för att få de dömda frigivna startades. Kampanjen fick stort internationellt genomslag och hundratals möten om de fängslade hölls bland annat i USA med Joe Hill i spetsen. I Sverige samlades 130 000 namn in för att frige ungsocialisterna. Namnlistan lämnades in till Högsta domstolen.
Ett större fritagningsförsök skedde också 1 maj 1917 då över 10 000 arbetare tågade till det fängelse i Härnösand där Anton Nilson satt fängslad. Vakter, beväpnade med kulsprutor och med order om att hellre skjuta Nilson än att låta honom fritas, var utposterade längs fängelsemuren. Det hela slutade med att demonstranterna fick ge upp och demonstrationen upplöstes.
Till slut, i oktober 1917, beordrades det att Anton Nilson skulle släppas, som det första beslut den nya regeringen med Socialdemokraterna och Liberalerna fattat. Beslutet fattades mycket beroende på det oroliga läget i Sverige samtidigt som den ryska revolutionen var i full gång.
Idag uppmärksammas händelsen på olika sätt. Till hundraårsjubileet av händelsen satte Malmö stad upp en minnesplakett vid hamnen där datumet för händelsen angavs vara den 12 juli 1908. Några dagar tidigare hade Malmö Ungsocialister placerat ut en annan plakett ungefär hundra meter från den senare plaketten. På Ungsocialisternas plakett angavs datumet för händelsen vara den 13 juli. Kort efter det att de två första plaketterna satts upp monterades en tredje plakett i kajkanten, denna var en gåva från anarkistiska marmorarbetare i italienska Carrara. Denna vandaliserades dock dagen därefter och är försvunnen. Händelserna hade tidigare under året uppmärksammats av diverse organisationer; det figurerade bland annat i ett antal första maj-demonstrationer. Händelsen skildras även i filmen Maria Larssons eviga ögonblick (2008).

## Galleri

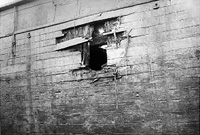
Närbild av hålet i Amaltheas skrov efter sprängningen.
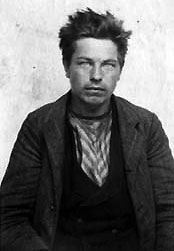
Anton Nilson vid arresteringen efter attentatet.
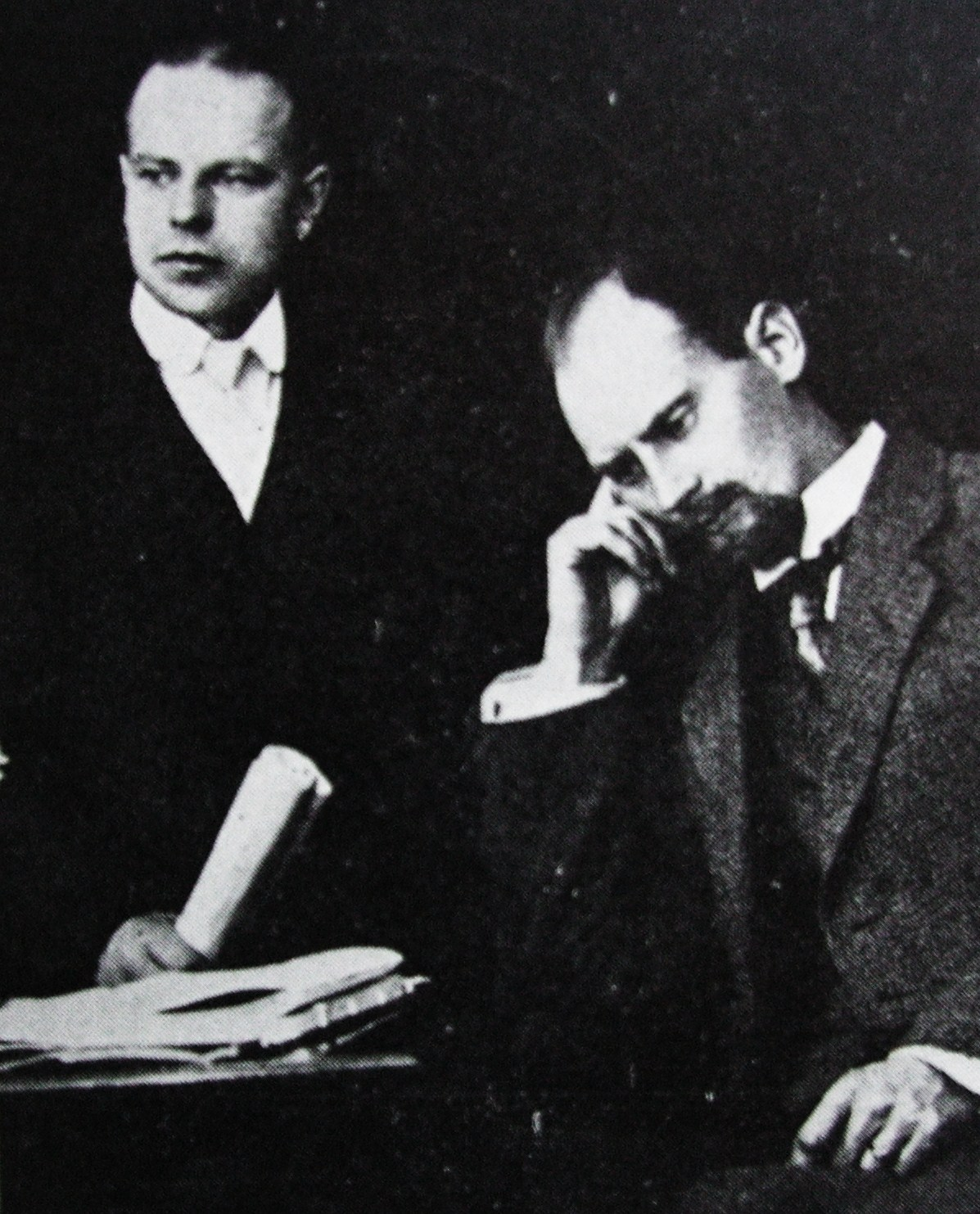
Anton Nilson och Algot Rosberg.
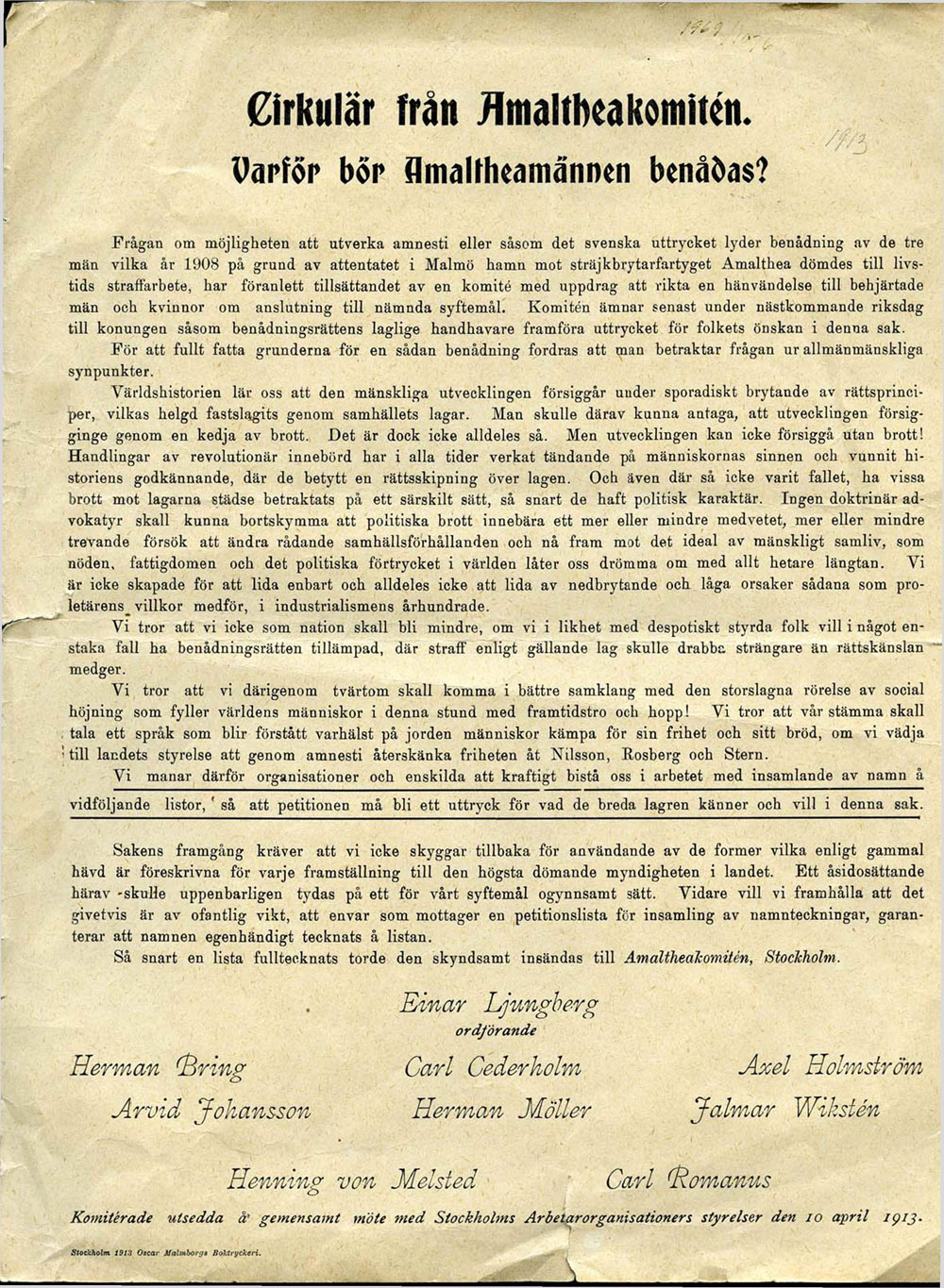
Cirkulär från Amaltheakomitén. Varför bör Amaltheamännen benådas? undertecknat av bland andra Einar Ljunberg, ordförande, Axel Holmström, Henning von Melsted och Carl Romanus.